# El fantasma de Anya
El fantasma de Anya —en inglés: Anya's Ghost— es una novela de fantasmas en formato de novela gráfica. Es el primer libro de la dibujante Vera Brosgol, publicado el 7 de junio de 2011.
En la novela, la impopular Anya se hace amiga de la fantasma de Emily, una chica de la edad de Anya que murió 90 años antes. Después de fracasar en hacer que Anya sea popular y feliz, Emily se vuelve manipuladora y controladora, lo que lleva a Anya a descubrir la verdad sobre la muerte de Emily.
Tomó cuatro años desde su inicio hasta su publicación, y está dibujado predominantemente en tonos violetas. Bien recibido por la crítica, El fantasma de Anya ha recibido varios premios. Se suponía que la producción de una adaptación cinematográfica de la novela iniciaría a fines de 2017.

## Trama
Annushka Borzakovskaya  —Anya— es una emigrante rusa que vive en Estados Unidos con su madre y su hermano Sasha. Impopular en su escuela privada de Nueva Inglaterra,  Anya escapa de la escuela y camina por un bosque cercano. Al no verlo, Anya cae en un pozo seco y se encuentra junto a un esqueleto humano. Aparece el fantasma del esqueleto, una chica tímida y hogareña llamada Emily y explica que ella también se cayó al pozo y murió de deshidratación después de romperse el cuello hace noventa años. Emily desea hacerse amiga de Anya y ayudarla, pero no puede alejarse mucho de sus huesos. Anya pronto es rescatada por un transeúnte, pero el esqueleto de Emily permanece sin ser descubierto.
Emily se le aparece más tarde a Anya en la escuela, Anya habiendo tomado inadvertidamente un hueso del dedo del esqueleto de Emily. Anya decide quedarse con el hueso después de que Emily la ayuda a hacer trampa en un examen de biología y espiar a su enamorado, Sean. Emily da su nombre completo como Emily Reilly y explica que su prometido murió luchando en la Primera Guerra Mundial y que sus padres fueron asesinados en casa. Estaba huyendo del asesino cuando se cayó al pozo. Anya promete encontrar al asesino de Emily, mientras que Emily acepta ayudar a Anya a encajar en la escuela y ganarse a Sean. A medida que se desarrolla su amistad, Anya se aleja de su única amiga en la escuela, Siobhan, mientras Emily se desinteresa en descubrir la identidad de su asesino.
Ante la insistencia de Emily, Anya se disfraza y va a una fiesta a la que asistieron Sean y su novia Elizabeth. Allí, Anya descubre que Sean engaña habitualmente a Elizabeth con su consentimiento. Angustiada, Anya abandona la fiesta, lo que enfurece y confunde a Emily porque creía que Anya y Sean estaban destinados el uno para el otro. Más tarde, Anya se da cuenta de que Emily se vuelve más controladora y ajusta su apariencia al alisarse el cabello y fumar cigarrillos fantasmales. Anya va a la biblioteca sin Emily para investigar al asesino; allí se entera de que Emily no tenía prometido, sino que había asesinado a una pareja joven en su casa después de que su amor no correspondido la rechazara y luego muriera huyendo de las autoridades.
Cuando Anya regresa a casa, falta el hueso del dedo. Después de ser confrontada con la verdad, Emily demuestra que es capaz de mover objetos sólidos, lo que implica que puso el hueso de su dedo en la bolsa de Anya. Emily comienza a amenazar a la familia de Anya para que la haga obedecer, incluso provocando que la madre de Anya se caiga por las escaleras. Después de que Emily aparece ante Sasha, él revela que encontró el hueso antes; Anya lo recupera y corre hacia el pozo, perseguida por Emily.
Una vez allí, Anya se enfrenta y acusa a Emily de intentar vivir indirectamente a través de ella. Emily reprende a Anya, diciendo que ella no es mejor, y que ambas son más parecidas de lo que quiere admitir. Después de que Emily no logra empujar a Anya al pozo, Anya deja caer el hueso de nuevo. Emily luego posee su propio esqueleto y sale para perseguirla. Anya se detiene y, en cambio, convence a Emily de la inutilidad de su situación, lo que hace que el fantasma lloroso se disipe y el esqueleto caiga de nuevo al pozo. Más tarde, Anya convence a su escuela de llenar el pozo y reaviva su amistad con Siobhan.

## Desarrollo

### Escritura
Brosgol concibió el personaje de Anya cuando ella estaba trabajando en Put the Book Back on the Shelf (2006), una antología de cómics basados en la música de la banda escocesa Belle and Sebastian. Escribió una historia corta sobre una colegiala descontenta para acompañar la canción «Family Tree» del disco Fold Your Hands Child, You Walk Like a Peasant de la banda. Brosgol no terminó la historia, pero comentó que disfrutó dibujando a «ese personaje con sus gordas patitas y sus cigarrillos». Luego, después de leer la novela de Haruki Murakami Crónica del pájaro que da cuerda al mundo, decidió que su personaje sin nombre debería caer en un pozo. El resto de la historia llegó más tarde, extraída de la propia vida de la autora y otras fuentes de inspiración. Brosgol comenzó a trabajar en El fantasma de Anya en 2007.

### Producción
Como El fantasma de Anya fue su primer libro, Brosgol dijo que su producción fue un ejercicio de prueba y error. Brosgol no trabajó a partir de un guion, diciendo que «el arte y el diálogo vienen al mismo tiempo y uno sugiere el otro». Prefirió ilustrar eventos en lugar de usar diálogos en sus cómics. Trabajando a partir de un esquema detallado, Brosgol dibujó miniaturas de cada panel ̣—dos por página en un cuaderno Moleskine— y escribió el diálogo a medida que avanzaba.
A partir de sus miniaturas, Brosgol usó su Wacom Cintiq para dibujar una versión aproximada del arte definitivo. Esta versión fue revisada por su editor para su aprobación. Después de la aprobación, Brosgol revisó su borrador y «ajustó los borradores lo suficiente para que [ella] pudiera entintarlos». A continuación, utilizó pinceles —siendo especialmente particular acerca de sus Winsor & Newton 7s— para pintar sobre papel Canson translúcido encima de su borrador. Brosgol entintó los paneles y los globos de diálogo primero, y luego agregó las letras digitalmente con una fuente personalizada desarrollada para ella por John Martz; ella coloreó la novela en Adobe Photoshop.

### Publicación
Después de haber trabajado en los cómics Flight de Kazu Kibuishi, Brosgol se puso en contacto con su agente de talentos Judith Hansen, quien había aceptado ver el trabajo de todos los involucrados. Después de completar la ilustración de El fantasma de Anya en 2009, Brosgol se lo llevó a Hansen, quien aceptó representar al artista. El libro fue publicado el 7 de junio de 2011 por First Second Books.

## Recepción
El fantasma de Anya ganó el premio literario Cybils de 2011 en la categoría de literatura juvenil. También ganó los Premios Harvey de 2012 por «Mejor publicación gráfica original para lectores jóvenes».
y el premio Eisner 2012 a la «Mejor publicación para adultos jóvenes (de 12 a 17 años». El fantasma de Anya fue nominada para el premio Bram Stoker 2011 a la mejor novela gráfica, pero perdió ante Neonomicon de Alan Moore.
Susan Carpenter de Los Angeles Time leyó la novela y la describió como «una historia con un buen ritmo, que es dinámica y también íntima». Además, elogió el trabajo, calificándolo de «cómico» y «bellamente conceptualizado». Pamela Paul de The New York Times comparó positivamente el libro con Persépolis de Marjane Satrapi, diciendo que «la novela se sentía real (incluso con sus elementos sobrenaturales) y que Anya era «un retrato inteligente, divertido y compasivo de alguien que, para todos sus enfurruñada y burlona, es el tipo de hija que a muchos padres les gustaría tener». Kathy Ceceri de Wired también observó una similitud artística a Persépolis; no solo le gustó cómo El fantasma de Anya entrelazaba la angustia adolescente y los elementos fantásticos de la novela, sino que elogió cómo el deseo de Anya por un novio no abrumaba la historia. Cory Doctorow elogió al libro llamándolo «realmente dulce, realmente divertido y realmente aterrador, [con] un poderoso mensaje sobre la identidad, encajar y el bastardo secreto egoísta que acecha en todos nosotros y si tenemos un duende dentro nos hace irredimibles o simplemente humanos». Whitney Matheson de USA Today escribió que El fantasma de Anya es «divertido, espeluznante y encantador» y citó al autor Neil Gaiman, quien llamó a la novela «una obra maestra». Steve Duin de The Oregonian elogió la inventiva de la narración de Brosgol y calificó su estilo como «[un] poco desigual, pero;...  su mejor momento es cuando se apagan las luces». Casi seis años después de su publicación, Paste incluyó a El fantasma de Anya como un cómic que tiene «el poder de ser algo especial, de ofrecer algo valioso e importante, ya sea una profundidad reveladora o diversión escapista, a un lector joven».

## Película
Andy y Barbara Muschietti, director y productora de la película de terror Mama, compraron los derechos cinematográficos de El fantasma de Anya en 2015. Ese octubre, estaban hablando con el guionista Patrick Ness para un guion, y en agosto de 2017, Deadline Hollywood anunció que, con un guion de Ness, la producción de la película «comenzaría antes de fin de año». Dan Mazer dirigirá, Jeremy Bolt y Benedict Carver producirán, y Entertainment One financiará la película. Bolt describió a Ness como «apasionado por el material original», habiendo escrito un guion «fresco y distintivo»; Bolt pasó a describir la película como una «comedia clásica de secundaria con un toque sobrenatural». Según Deadline Hollywood, Emma Roberts ha sido elegida para protagonizar la película.